# Sergej Soechoroetsjenkov
Sergej Nikolajevitsj Soechoroetsjenkov (Russisch: Сергей Николаевич Сухорученков) (Brjansk, 10 augustus 1956) is een voormalig Russisch wielrenner.
Hij kende zijn grootste succes toen hij op de zomerspelen van 1980 in Moskou voor eigen volk de olympische titel won. Soechoroetsjenkov is de vader van Olga Zabelinskaya, die bij de Olympische Zomerspelen 2012 in Londen de bronzen medaille won. Verder is Soechoroetsjenkov tot heden (2022) de enige renner die tweemaal de Ronde van de Toekomst wist te winnen.

## Belangrijkste overwinningen
1978
- Eindklassement Ronde van de Toekomst

1979
- Eindklassement Vredeskoers
- Eindklassement Ronde van de Toekomst

1980
- Olympische wegrit
- 9e etappe Ronde van de Toekomst
- 12e etappe Ronde van de Toekomst

1981
- 4e etappe Ronde van Luxemburg

1984
- Eindklassement Vredeskoers

## Resultaten in voornaamste wedstrijden
| Jaar | Ronde van Italië | Ronde van Frankrijk | Ronde van Spanje |
| ---- | ---------------- | ------------------- | ---------------- |
| 1986 |                  |                     | 70e              |
| 1989 | 54e              |                     | 69e              |

1896: Aristidis Konstantinidis · 
1912: Rudolph Lewis · 
1920: Harry Stenqvist · 
1924: Armand Blanchonnet · 
1928: Henry Hansen · 
1932: Attilio Pavesi · 
1936: Robert Charpentier · 
1948: José Beyaert · 
1952: André Noyelle · 
1956: Ercole Baldini · 
1960: Viktor Kapitonov · 
1964: Mario Zanin · 
1968: Pierfranco Vianelli · 
1972: Hennie Kuiper · 
1976: Bernt Johansson · 
1980: Sergej Soechoroetsjenkov · 
1984: Alexi Grewal · 
1988: Olaf Ludwig · 
1992: Fabio Casartelli · 
1996: Pascal Richard · 
2000: Jan Ullrich · 
2004: Paolo Bettini · 
2008: Samuel Sánchez · 
2012: Aleksandr Vinokoerov · 
2016: Greg Van Avermaet ·
2020: Richard Carapaz ·
2024: Remco Evenepoel